# Шосе Анш'єта
Шосе Анш'єта (порт. Rodovia Anchieta, офіційне позначення SP-150) — шосе, що з'єднує місто Сан-Паулу з узбережжям Атлантичного океану та містами Кубатан і Сантус, цілком розташоване в бразильському штаті Сан-Паулу. На плато шосе проходить через кілька міст агломерації Великого Сан-Паулу, таких як Сан-Барнарду-ду-Кампу, Сан-Каетану-ду-Сул, Санту-Андре і Ріачу-Гранді, а на підйомі на плато пересікає мальовничий регіон гребель та атлантичного лісу.
Шосе Анш'єта є гордістю бразильських інженерів через складність його будування. Шосе містить велику кількість мостів та тунелів, що проходять через круті скелі хребта Серра-ду-Мар, це була перша сучасна мощена бетоном автодорога, збудована в штаті Сан-Паулу в 1930-их роках. Довжина шосе — 60 км.
Це одна з найзавантаженіших автодоріг країни через рух товарів між Сан-Паулу та портом Сантуса та виїзд мешканців Сан-Паулу на відпочинок на океанські пляжі. На шосе часті пробки, особливо у випадку поганої погоди або святкових днів, коли багато родин виїжджають з Сан-Паулу до Сансуса і Гуаруджі.
Шосе було назване на ім'я єзуїтського місіонера Жозе ді Анш'єти, одного з засновників міста Сан-Паулу в 1554 році, який часто використовував лісову стежку між містами Сан-Вісенті, Сан-Паулу і морем.
Шосе управляється призначеною урядом штату приватною компанією Ecovias, яка бере плату за проїзд.
Обидві смуги шосе можуть повністю зінювати напрямок руху на протилежний, залежно від потреби рух може здійснюватися як двонаправлено, так і однонаправлено, угору або з гори. В останньому випадку рух в протилежному напрямку здійснюється по Шосе Іммігрантів.
| Бразилія | Це незавершена стаття з географії Бразилії. Ви можете допомогти проєкту, виправивши або дописавши її. |